# Dave Martin (Radsportler)
Dave Martin (* 3. März 1978) ist ein simbabwischer Straßenradrennfahrer.
Dave Martin wurde von 2005 bis 2014 insgesamt achtmal simbabwischer Meister, jeweils vier im Einzelzeitfahren und im Straßenrennen. Außerdem gewann er zahlreiche Abschnitte und Gesamtwertungen von Etappenrennen des nationalen simbabwischen Rennkalenders.

## Erfolge
2005
- Simbabwischer Meister – Einzelzeitfahren

2007
- Simbabwischer Meister – Straßenrennen

2008
- Simbabwischer Meister – Straßenrennen

2010
- Simbabwischer Meister – Straßenrennen
- Simbabwischer Meister – Einzelzeitfahren

2011
- Simbabwischer Meister – Einzelzeitfahren

2014
- Simbabwischer Meister – Straßenrennen
- Simbabwischer Meister – Einzelzeitfahren